# Affreschi del coro delle monache del monastero di Santa Giulia
Gli affreschi del coro delle monache dell'ex monastero di Santa Giulia a Brescia sono un ciclo pittorico ad affresco, dipinto da Floriano Ferramola e bottega e da Paolo da Caylina il Giovane tra i primi anni 1520 e il 1527. Ad essi si aggiungono una serie di affreschi dipinti da anonimi pittori negli anni 1550. Gli affreschi sono oggi visibili all'interno del percorso espositivo del museo di Santa Giulia.

## Storia
Il nuovo coro, che avrebbe permesso alle monache di clausura di assistere alle funzioni religiose nella chiesa di San Salvatore preservando il loro isolamento, viene completato nella sua struttura all'inizio del XVI secolo e, una volta concluso il cantiere, la campagna decorativa viene certo avviata in breve tempo. Per l'ambizioso progetto decorativo vengono interpellati due diversi artisti: Floriano Ferramola, già da un decennio responsabile di numerosi interventi pittorici in tutto il monastero, in particolare gli affreschi della chiesa di Santa Maria in Solario da poco conclusi, e Paolo da Caylina il Giovane, altro pittore molto in voga tra i committenti religiosi della Brescia dell'epoca. Al Ferramola viene assegnata la decorazione della grande Crocifissione sulla parete di fondo e il registro superiore delle pareti laterali, mentre al Caylina la decorazione delle cappelle laterali, probabilmente tutte e sei, e della controfacciata. Su quest'ultima, Pandolfo Nassino legge, nel 1532, la data "1527", certo riferita alla fine dei lavori.
Floriano fa in tempo a completare la sua parte prima di morire di peste nel 1528, mentre il Caylina affresca solamente le cappelle settentrionali. Quelle meridionali, per motivi sconosciuti, rimangono incompiute e vengono finalmente decorate negli anni 1550 da alcuni pittori anonimi, che riportano a loro volta la data di fine lavori (1559) nella terza cappella destra.
Tutti gli affreschi sulla controfacciata, compresa la data letta dal Nassino, vanno perduti nel 1599 con la costruzione della chiesa di Santa Giulia e il conseguente sfondamento della ex controfacciata del coro. In questa occasione, i margini del grande arcone aperto in rottura vengono decorati con un Dio Padre e angeli in gloria e una Annunciazione all'imposta dell'arco stesso.

## Descrizione e stile
La piena autografia di Floriano Ferramola sugli affreschi di sua competenza è necessariamente da circoscrivere alla sola Crocifissione, l'imponente affresco che domina l'intero ambiente. Le croci sono disposte in primo piano come quinte teatrali e, ai loro piedi, si avvicendano i personaggi dell'iconografia canonica. Tutte le figure presentano richiami, sotto vari aspetti, allo stile caratterizzante gli affreschi di Santa Maria in Solario e quelli della cappella Parva nella chiesa di Santa Maria del Carmine. I due armigeri che giocano a dadi sulla destra, invece, presentano un'affinità palmare con quelli della Crocifissione dipinta da Giovanni Pietro da Cemmo nel 1491-1493 nella chiesa di Santa Maria Assunta a Esine, che il Ferramola già dimostra di conoscere sempre nei dipinti di Santa Maria in Solario. L'ampia veduta paesaggistica su Gerusalemme, che fa da sfondo alla scena, è inoltre ricca di dettagli naturalistici, in pieno stile ferramoliano.
Affreschi del lato Est

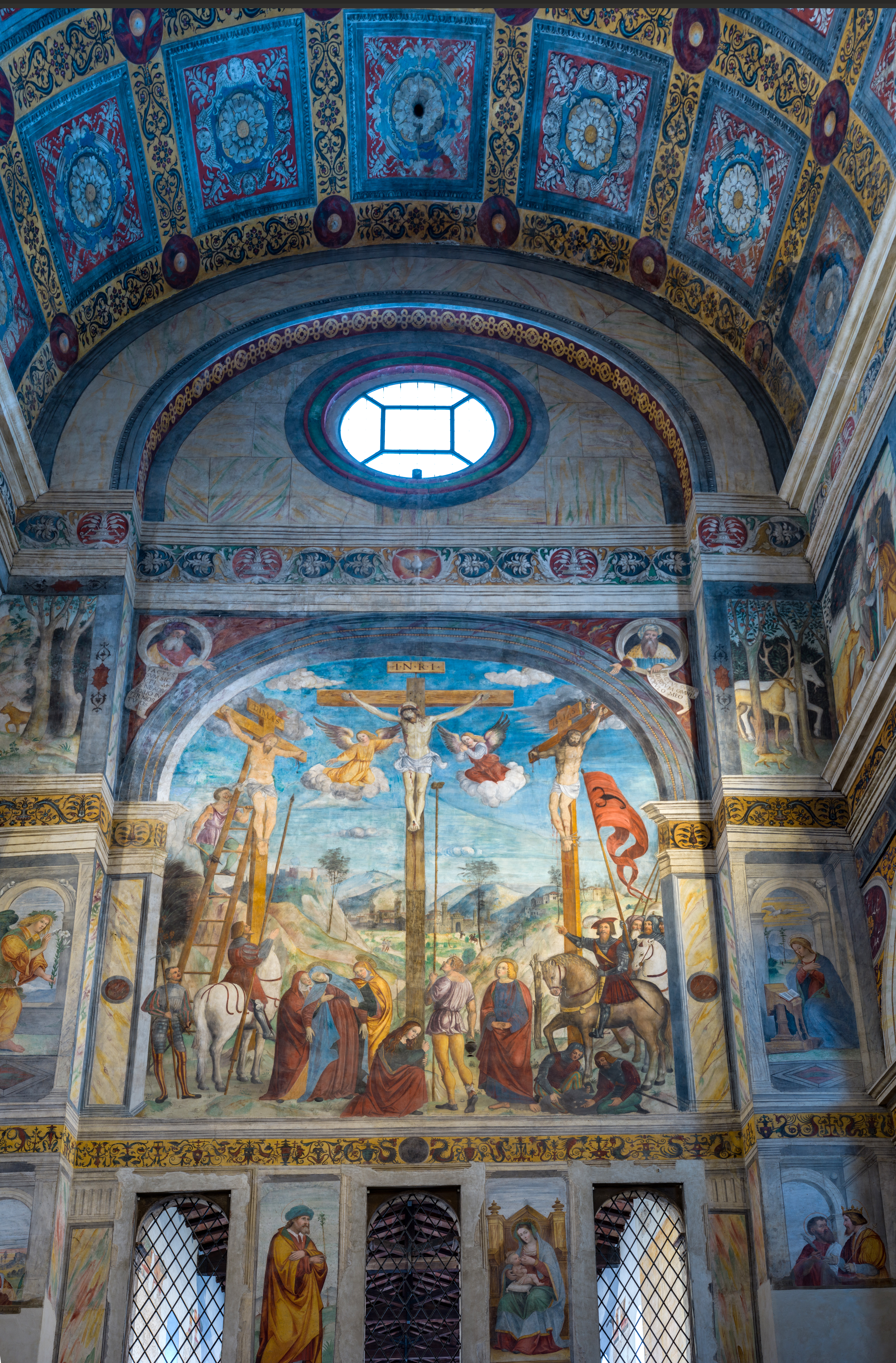
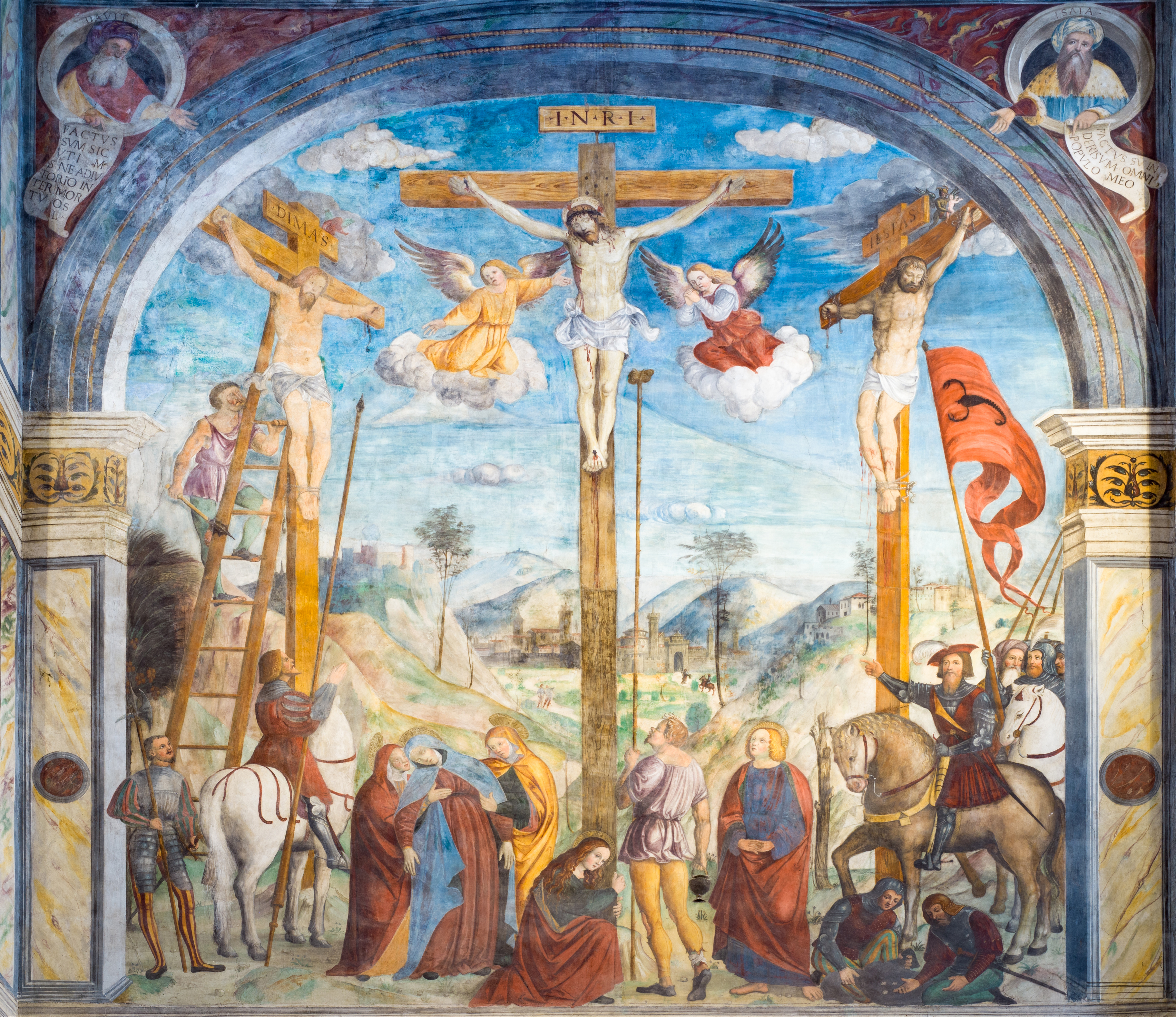
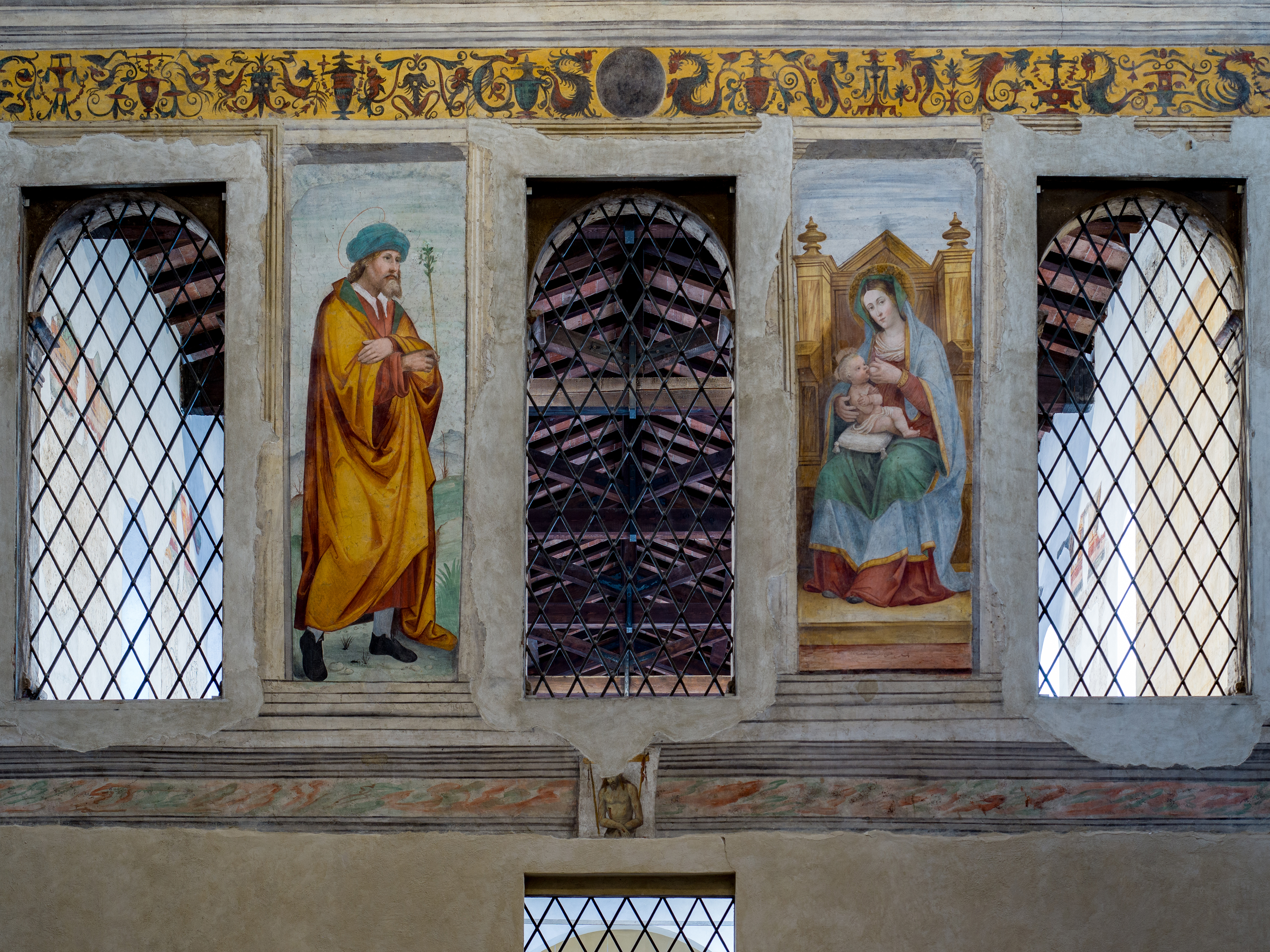
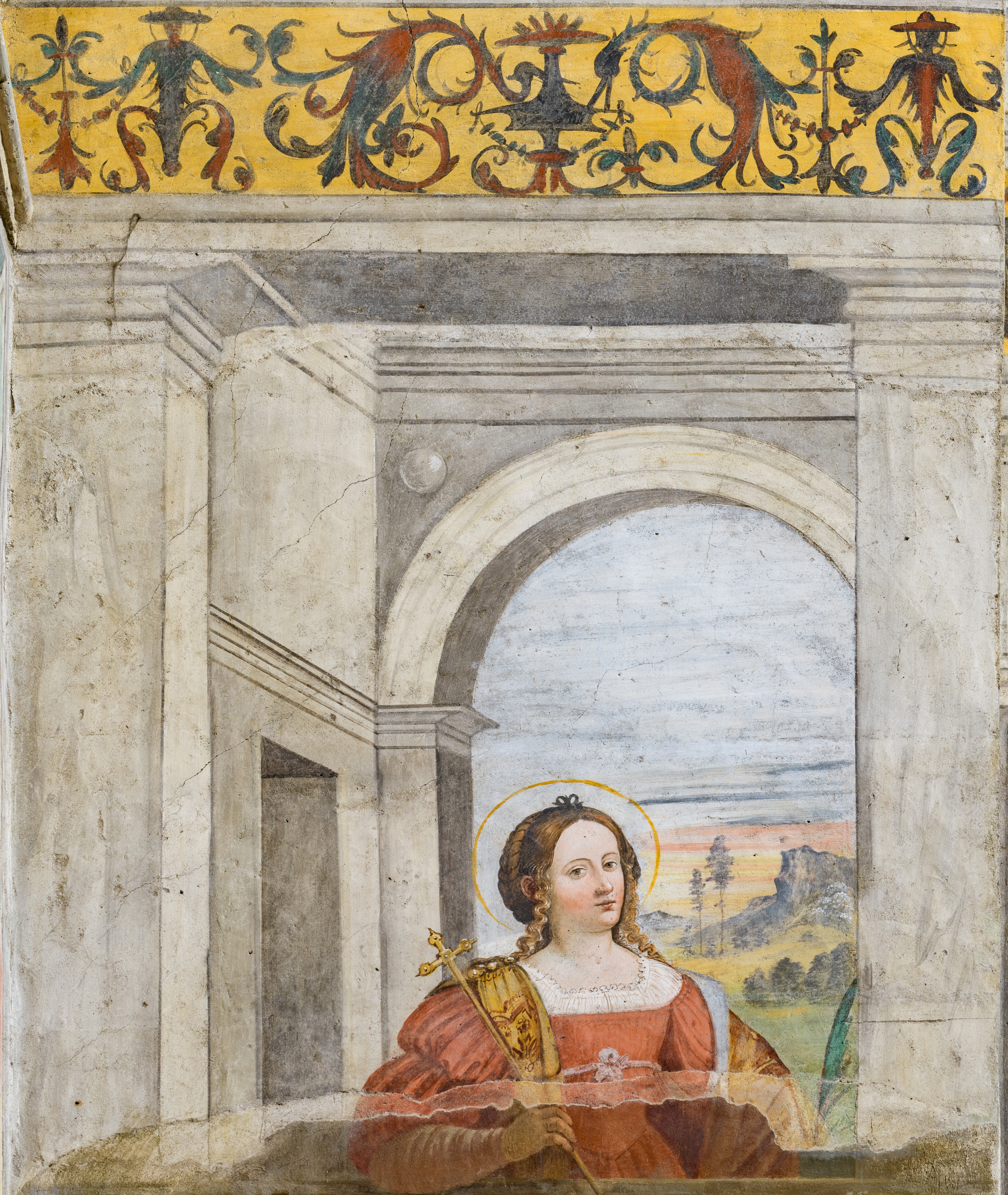

Le Storie della giovinezza di Cristo affrescate nel registro superiore delle pareti laterali, invece, devono essere ricondotti a un ampio intervento di bottega. Tutte le scene sono riccamente popolate, tuttavia viene meno la spontaneità delle singole figure e l'equilibrio d'insieme, problemi che, al contrario, il maestro sapeva risolvere, come dimostrato Sposalizio mistico di santa Caterina dipinto nell'abside centrale della chiesa di Santa Maria in Solario. Costituiscono inoltre un evidente retaggio quattrocentesco la staticità delle figure e la forte semplificazione spaziale, caratteristiche tipiche della bottega ferramoliana.
Spettano invece a Paolo da Caylina il Giovane gli affreschi delle cappelle settentrionali, con la Deposizione di Cristo, la Resurrezione di Cristo e l'Adorazione del Cristo Eucaristico, con ulteriori scene di vario soggetto estese ai pilastri delle cappelle e ai sottarchi. L'opera più antica dovrebbe essere la Deposizione, tipica dell'ultimo stile del Caylina prima dell'inizio degli influssi dal Romanino, ancora sottoposto al linguaggio di Vincenzo Foppa ma orientato verso l'eleganza e la finezza esecutiva delle opere pavesi del Bergognone, che aveva avuto modo di studiare durante la sua prima attività. Le altre due scene, invece, presentano riferimenti più marcati ai modelli del Romanino. Ancora al Caylina deve essere assegnata l'Annunciazione ai lati della Crocifissione del Ferramola.
Affreschi del lato settentrionale

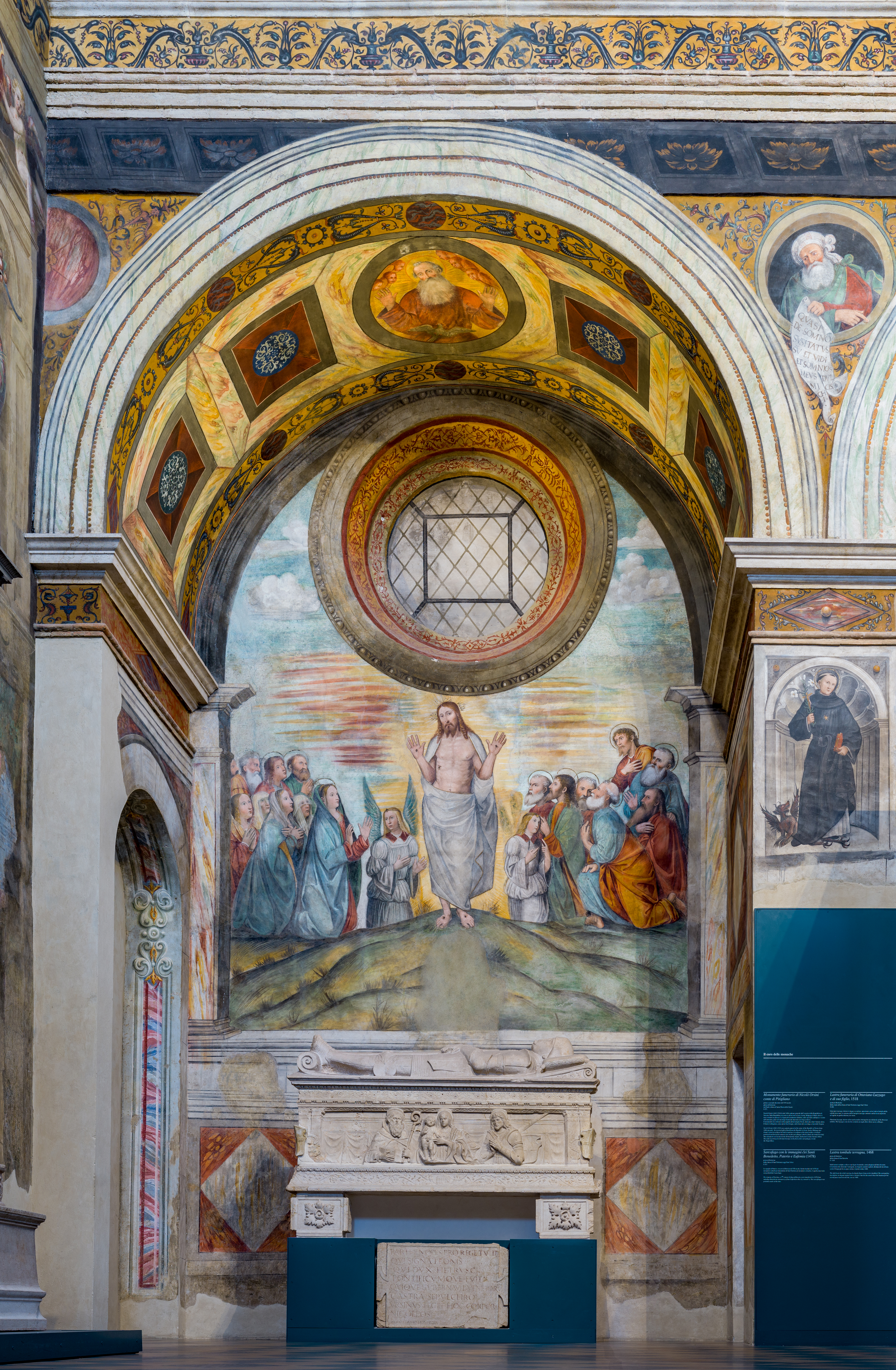
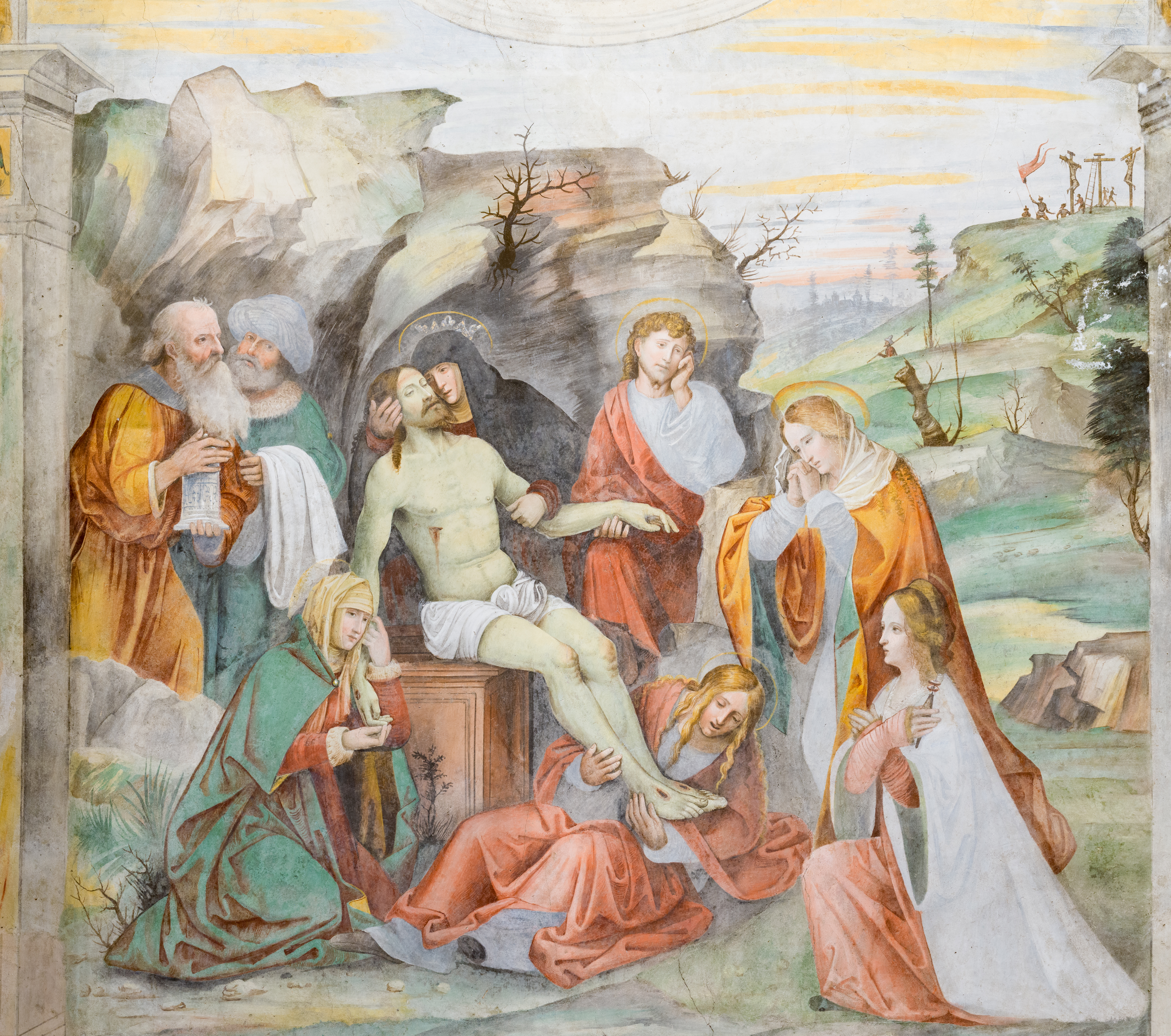
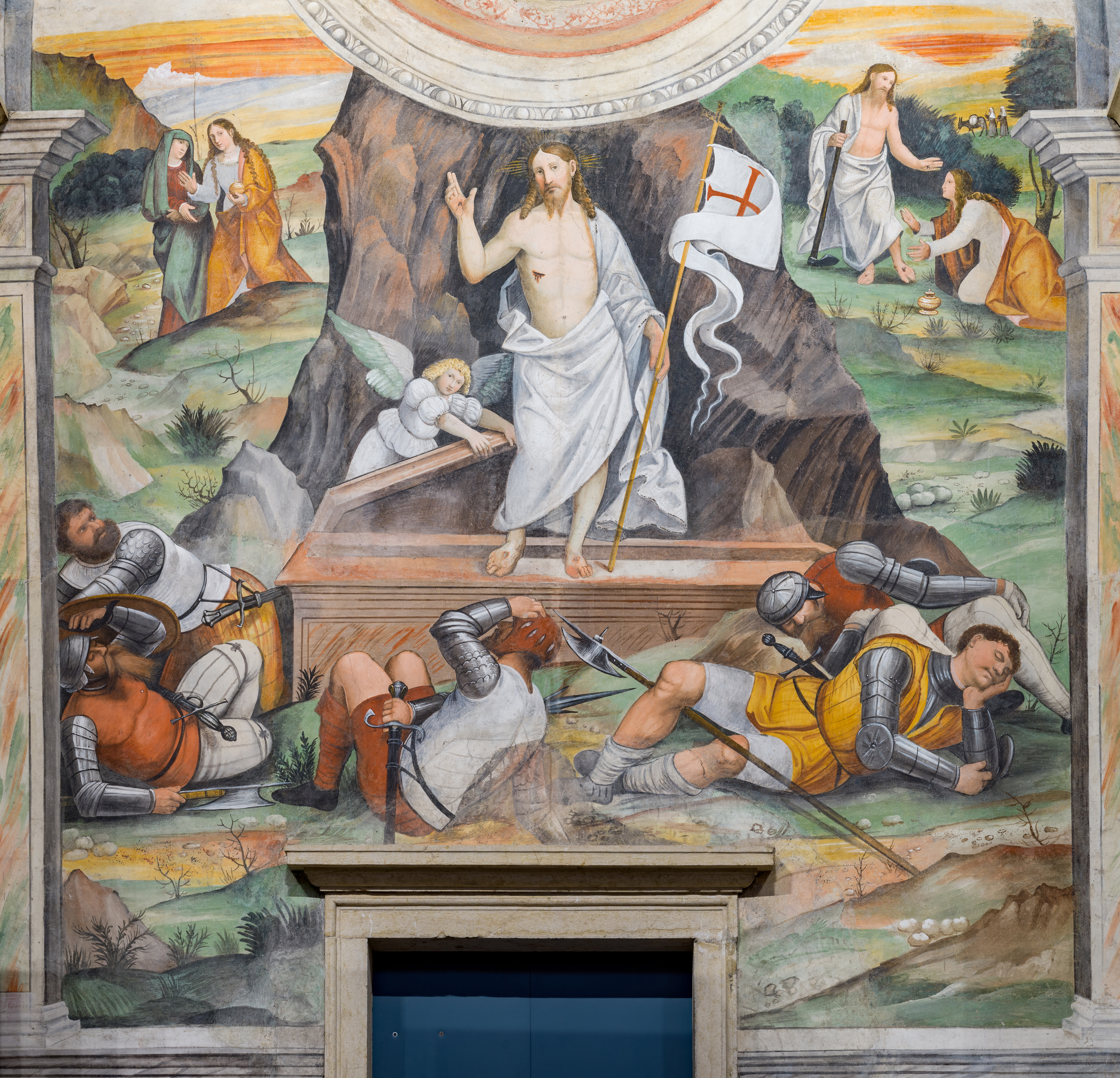
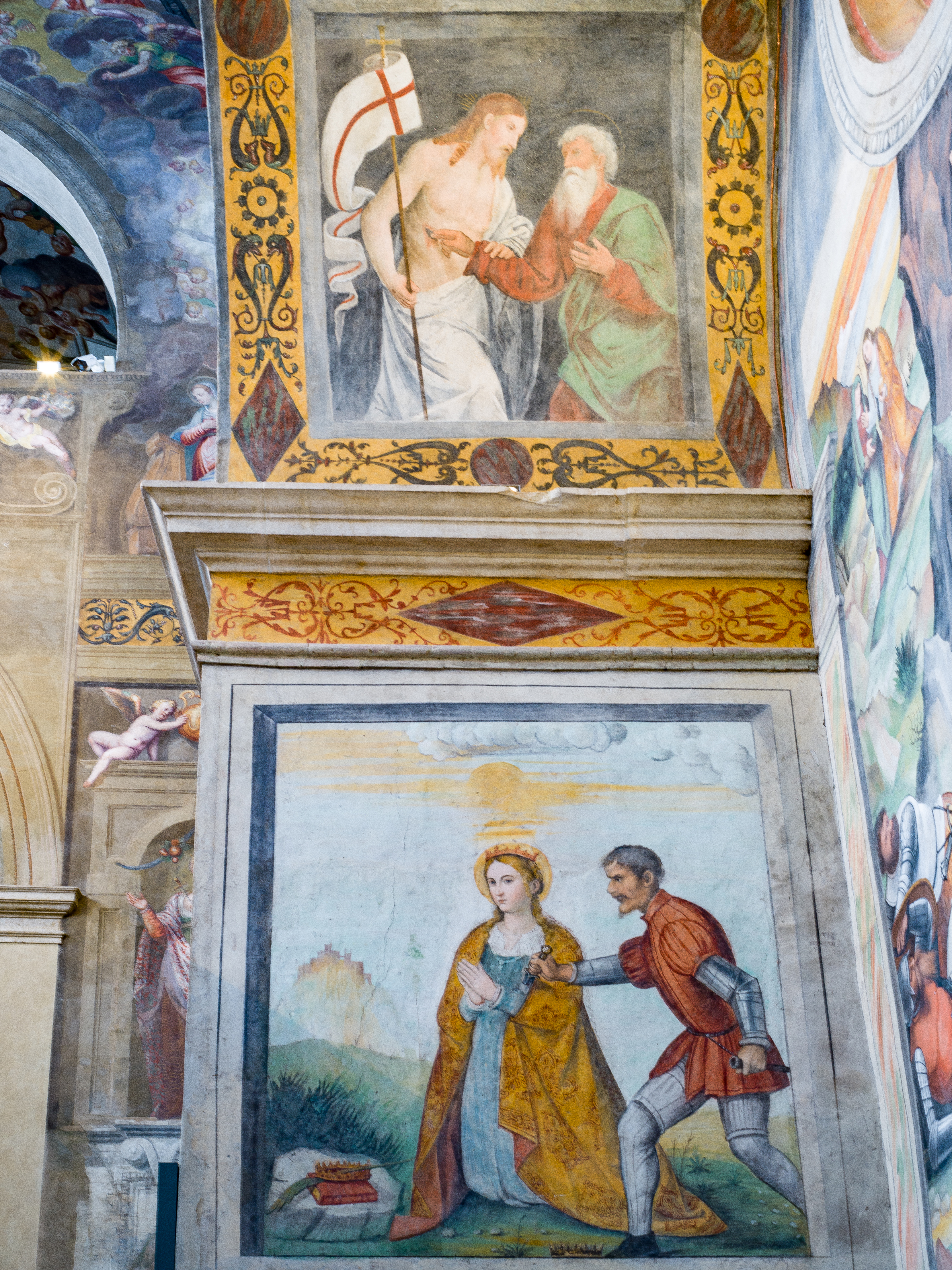
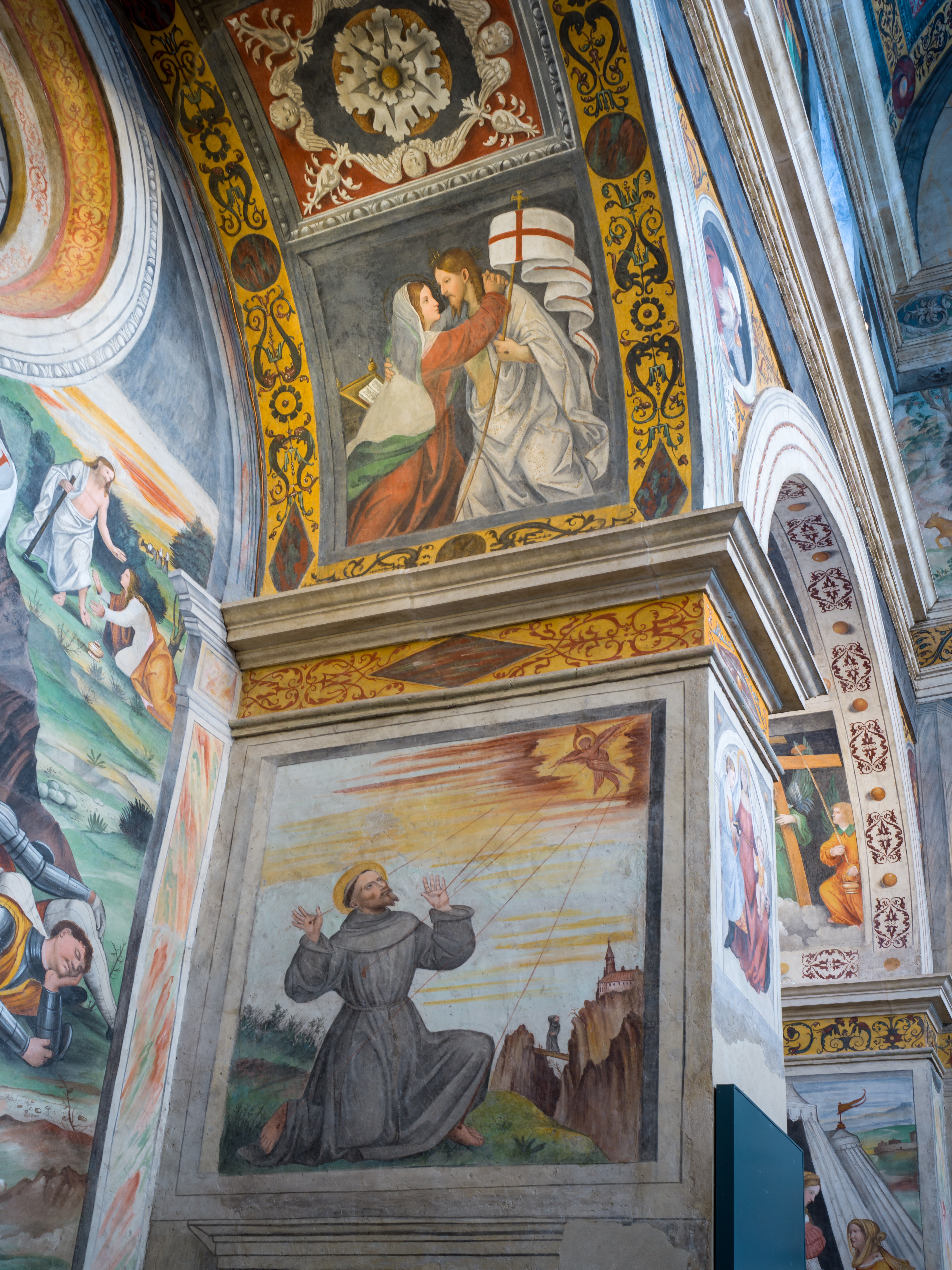
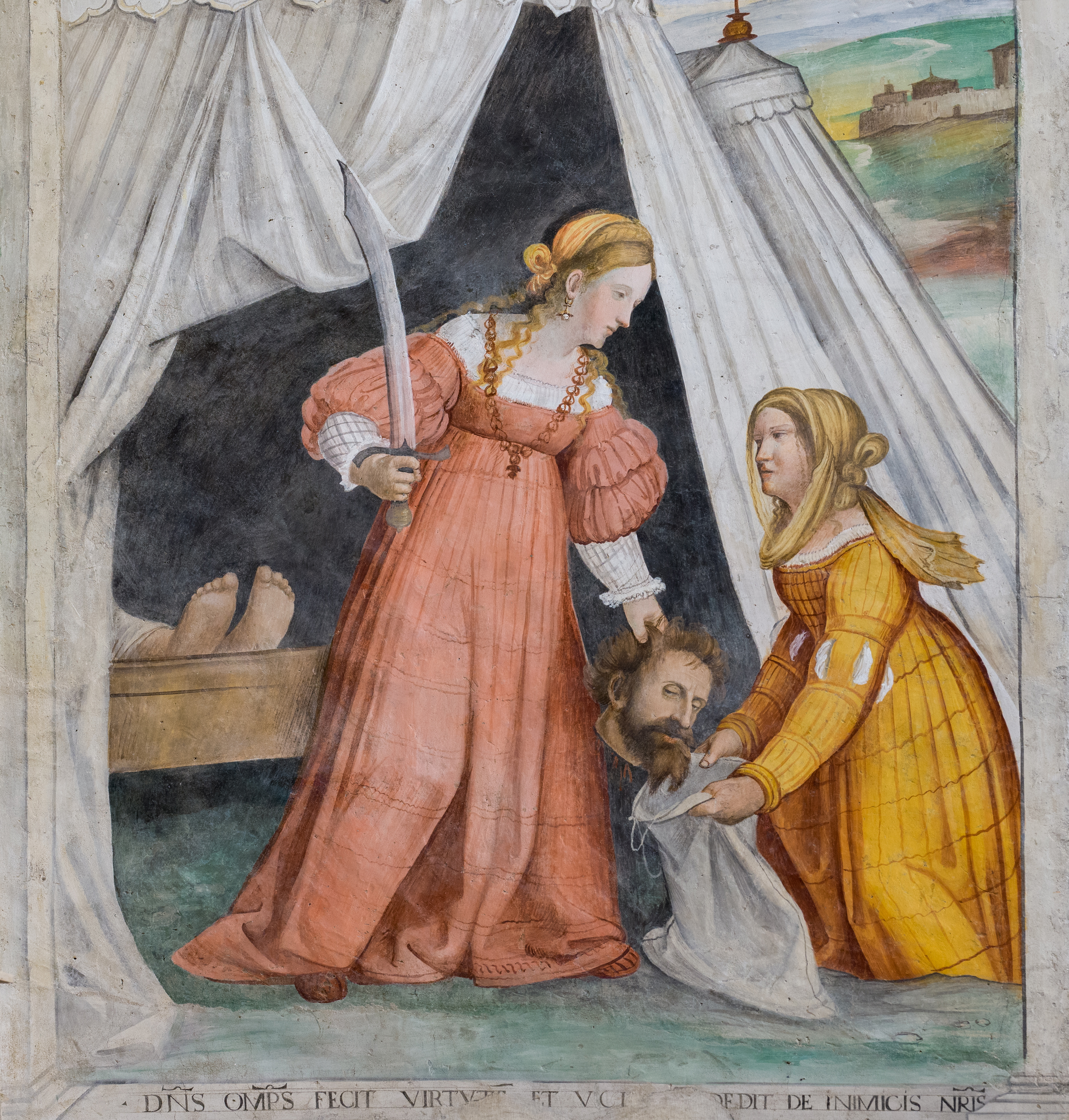

La decorazione delle cappelle meridionali, una delle quali, come detto, recante la data 1559, è invece da ricondurre a più artisti denotanti una scarsa cultura e un linguaggio poco aggiornato rispetto ai tempi, con ampio uso di contorni alle figure e scritte a supporto della rappresentazione, modalità artistiche proprie di un linguaggio ormai pienamente sorpassato, ma evidentemente ancora molto gradito alle monache.